# Antefisse del santuario di Cittanova
Le antefisse del Santuario di Cittanova sono 18 antefisse fittili provenienti dal Santuario di Cittanova presso Modena, oggi custodite presso il Museo civico di Modena. 

## Il rinvenimento
Tra il 2006 e il 2009 a Modena, in località Cittanova, un’area archeologica di epoca romana è stata indagata in occasione degli scavi per la realizzazione di un sottopasso della via Emilia. Nel sito esaminato, databile all'età repubblicana, è stato riportato alla luce un complesso santuariale caratterizzato da quattro fasi edilizie: le prime tre, di età repubblicana (III-I secolo a.C.), corrispondono alle fasi di vita del santuario; l’ultima, di età alto imperiale (I-II secolo d.C.), è da riferire all’abbandono dell’area sacra ed al conseguente impianto nello stesso luogo di un insediamento rustico. 
A quest'ultima fase sono riferibili alcune grandi buche-discariche dentro le quali sono stati recuperati, oltre a frammenti di vasi in ceramica (terra sigillata e pareti sottili) databili alla prima età imperiale e dunque coevi alla fase di abbandono del complesso, anche materiali delle fasi precedenti, come le antefisse (tegole dipinte di rosso) ed altri elementi architettonici. Non essendo stati rinvenuti materiali che si datino oltre il II secolo d.C., sembra essere confermato il repentino abbandono del sito già in piena età imperiale.

## Descrizione

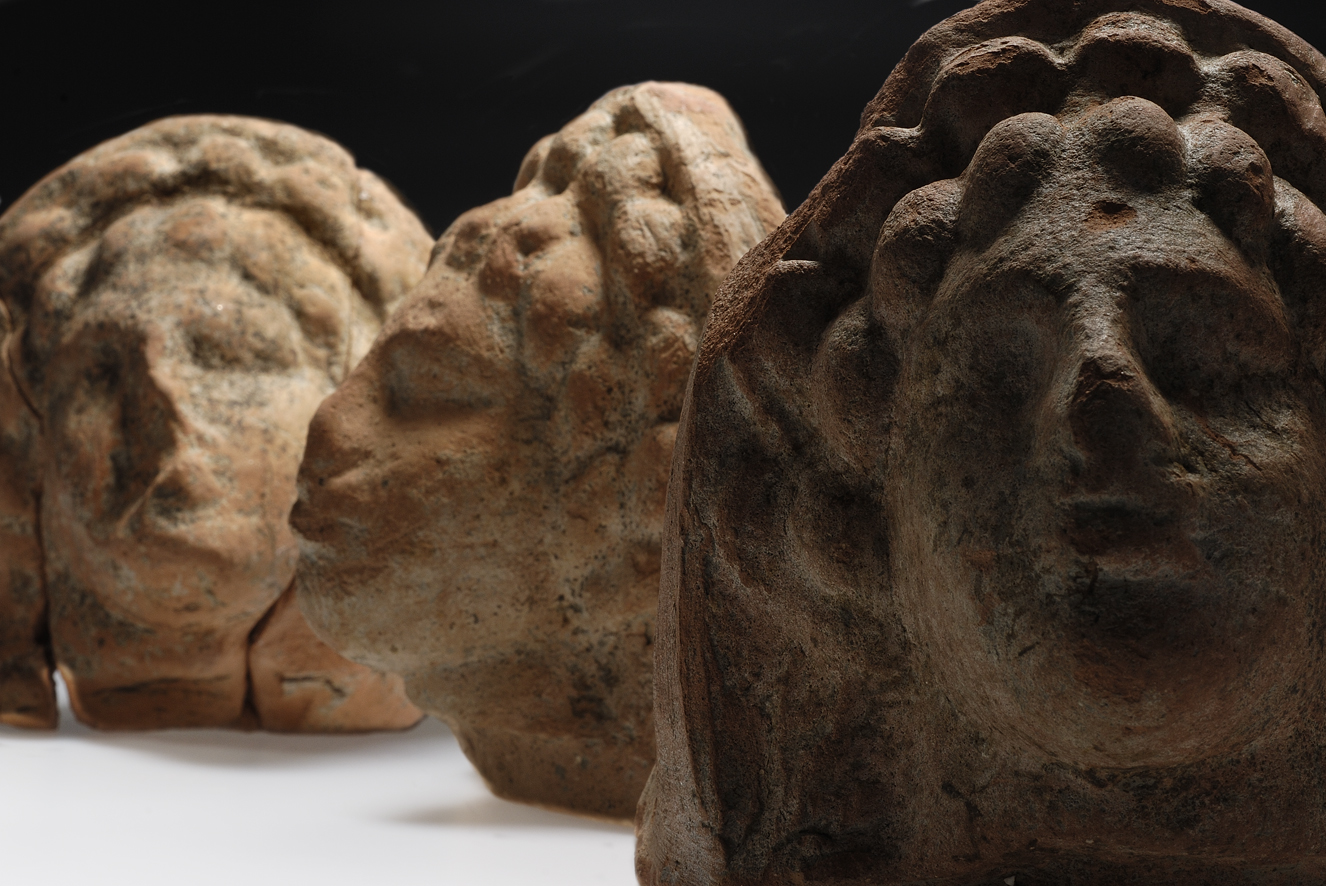
Antefisse fittili, particolare

Le antefisse presentano un caratteristico impasto color arancio con resti di ingubbiatura beige e misurano in media 20 cm di altezza e 15 cm di larghezza; nessuna di esse, tuttavia, è stata rinvenuta integra. Esse sono state realizzate presumibilmente con più di una matrice, ma il soggetto rappresentato, ossia una testa femminile velata con parte del collo, è il medesimo per tutti gli esemplari. Il volto ovale, leggermente inclinato, è caratterizzato da lineamenti regolari, occhi infossati, naso dritto e largo, e labbra carnose. La capigliatura, che nasconde le orecchie, corrisponde a quella del cosiddetto “melonenfrisur”: tale particolare acconciatura, realizzata con linee semplici, è costituita da ciocche che dalla fronte vengono portate sulla parte posteriore della testa e lì fermate da una vistosa treccia. Il retro del capo, semplicemente liscio, rappresenta in modo intuitivo il velo che dalla testa scende anche ai lati del volto. Lo stato di conservazione dei pezzi non consente di individuare con certezza la presenza di orecchini. 
Inoltre i coppi alla fine dei quali erano poste le antefisse sono andati perduti e non è stato quindi possibile stabilirne la lunghezza, ma solo la forma con sezione a ferro di cavallo.

## Datazione

Il tipo di antefisse con testa femminile e "melonenfrisur" è tipica della produzione romana del III-II secolo a.C. e riprende modelli greco-ellenistici. Pertanto le antefisse di Cittanova sono cronologicamente ascrivibili alla fase iniziale del santuario, che più precisamente si vuole far risalire agli anni compresi tra il 224 a.C., data della prima sottomissione dei Boi, e il 218 a.C., a cui risale l’invasione di Annibale. Dal contesto di rinvenimento tuttavia non è possibile sapere con sicurezza se le antefisse siano da attribuire alla prima o alla seconda fase dell’edificio sacro, sebbene entrambe queste fasi siano comunque riconducibili ai primi momenti di vita e sviluppo del santuario. 
Il tipo di matrice delle antefisse è di origine centro-italica e solitamente la sua diffusione è limitata all'area di Roma e delle sue immediate vicinanze; il rinvenimento delle antefisse di Cittanova dunque sembra testimoniare e ribadire la presenza ed il controllo dell'Urbe sul territorio modenese. Infine non è da sottovalutare il rinvenimento casuale di un’antefissa frammentaria nel territorio di Formigine e che sembrerebbe risalire alla medesima produzione di quelle di Cittanova.